# Теремщина
Теремщина (біл. Цярэмшчына) — озеро в Петриковському районі Гомельської області.

## Географія
Знаходиться за 26 км на захід міста Петриков, за 22 км на південний схід від міста Житковичі, за 3,2 км на північний захід від села Лясковичі. Відноситься до басейну річки Прип'ять (знаходиться у її заплаві).

## Опис
Озеро старичного типу. Серпоподібне в плані форми. Місцевість низинна, місцями болотиста, на сході та півдні слабкозаймиста, частково під чагарниками, на півночі та заході знаходиться великий лісовий масив.

## Флора
В озері зафіксовано 31 вид і внутрішньовидовий таксон водоростей.